# The Bucketheads
|  | Sammenskrivningsforslag Artiklen The Bucketheads er foreslået føjet ind i Kenny Dope. (Siden januar 2013) Diskutér forslaget |

The Bucketheads er en Dance/House-producere fra USA.
Producerteamet tæller medlemmerne Kenny "Dope" Gonzalez, Lil Louie Vega & Todd Terry

## Diskografi
- All in the mind (1995)

| Musikgruppe | Spire Denne artikel om en amerikansk musikgruppe er en spire som bør udbygges. Du er velkommen til at hjælpe Wikipedia ved at udvide den. |